# Michael Persinger
Michael Persinger (Jacksonville, 26 giugno 1945 – Greater Sudbury, 14 agosto 2018) è stato un neuroscienziato statunitense naturalizzato canadese.

## Biografia e carriera
Nato in Florida, Persinger ha trascorso la gioventù in Virginia, Maryland e Wisconsin. Dal 1963 al 1964 ha frequentato il Carrol College a Waukesha, poi si è iscritto all'Università del Wisconsin-Madison, dove nel 1967 ha conseguito il Bachelor of Arts in psicologia. Ha proseguito gli studi all'Università del Tennessee, dove nel 1969 ha conseguito il Master in psicologia fisiologica (vecchia denominazione delle neuroscienze). Nel 1971 ha conseguito il Ph.D. all'Università di Manitoba.
Dopo il dottorato, Persinger è diventato professore assistente di psicologia in Canada all'Université Laurentienne a Sudbury (Ontario); nella stessa università, è diventato nel 1975 professore associato e nel 1980 professore ordinario. Persinger si è specializzato in neuropsicologia clinica e nel 1983 ha organizzato presso l'Université Laurentienne il Behavioral Neuroscience Program, un programma di ricerche sulle neuroscienze che ha integrato psicologia, chimica e biologia.
Nella sua attività scientifica, Persinger ha cercato di trovare i punti comuni tra le scienze che studiano il cervello umano, integrando i concetti fondamentali di psicologia, neurologia e neuropsicologia.
Persinger ha effettuato ricerche sulle interazioni sottili esistenti tra l'ambiente geofisico e meteorologico e il comportamento umano, soffermandosi in particolare sull'effetto dei campi magnetici. Si è interessato anche degli aspetti neuropsicologici connessi con le esperienze paranormali, gli avvistamenti di UFO e le esperienze religiose.
Persinger ha pubblicato 7 libri e più di 200 articoli scientifici su riviste specializzate.